# Мусин-Пушкин, Иван Алексеевич (1783)
Граф Иван Алексеевич Мусин-Пушкин (31 октября [11 ноября] 1783 — 12 [24] июня 1836, Вена) — генерал-майор (1815), гофмейстер (1828) из рода Мусиных-Пушкиных. Устроитель усадьбы Борисоглеб.

## Биография
Старший сын графа Алексея Ивановича Мусина-Пушкина и княжны Екатерины Алексеевны Волконской родился 31 октября (11 ноября) 1783 года. Получил французское воспитание под присмотром эмигранта-иезуита. После выпуска из Пажеского корпуса, 5 апреля 1799 года был зачислен в лейб-гвардии Преображенский полк подпоручиком, с 1804 — камер-юнкер.
В 1812 году был во 2-й дружине петербургского ополчения. Участвовал в сражении под Полоцком и за отличие награждён золотой шпагой. Участвовал в сражениях под Чашниками, Смолянами, Студенкой, затем находился при преследовании отступавших французов. В 1813 году принимал участие в боевых действиях в Силезии, Пруссии и Саксонии. Отличился в сражениях под Бауценом, Герлицем, Дрезденом, Пирной и Лейпцигом. 6 мая 1814 года был назначен исполняющим должность дежурного генерала при Главной квартире 2-й армии.
В мае 1815 года стал генерал-майором и назначен командовать 2-й бригадой 14-й пехотной дивизии, а затем, до 1826 года, состоял при начальнике этой дивизии, переименованной в 3-ю пехотную.
После смерти отца в 1817 году, унаследовал, в том числе, родовое имение в Мологском уезде Ярославской губернии (сёла Иловна, Ветрено, Станово с деревнями и 2008 душ крепостных) и имение Кобона в Новоладожском уезде Санкт-Петербургской губернии. В своей мологской волости выстроил новую усадьбу Борисоглеб — один из лучших образцов классицизма на севере Ярославской губернии. Приметив художественное дарование крепостного Фёдора Солнцева, дал ему вольную.
28 января 1828 года перешёл на придворную службу в звании гофмейстера двора. Со всей его семьёй, жившей на Караванной улице, был знаком А. С. Пушкин; 9 августа 1832 года он беседовал в доме Мусина-Пушкина с испанским посланником Паэс де ла Кадена.
Умер от болезни легких и похоронен на Георгиевском кладбище в Санкт-Петербурге. По воспоминания современников граф Мусин-Пушкин был добродушным человеком, его характер был мягким и слабовольным, в жизни он любил комфорт и удобство. Долли Фикельмон находила его «довольно скучным и от всего сердца сочувствовала его жене».

## Награды
- Орден Святого Иоанна Иерусалимского (1799)
- Орден Святого Владимира 4-й степени
- Орден Святой Анны 2-й степени с алмазами (1813)
- Орден Святого Георгия 4-го класса (17.06.1813)
- Орден Святого Владимира 3-й степени (1813)
- Орден Святой Анны 1-й степени с алмазами (1819)

## Семья
С 1817 года граф Мусин-Пушкин состоял во внебрачной связи с дочерью венденского купца Шарлоттой Карловной Блок (ум. 1824), похоронена на Волковом кладбище. От неё имел двух дочерей и сына. После смерти матери дети воспитывались у родственников:
- Любовь Ивановна (1818 — после 1874), воспитывалась в Екатерининском институте, с 1837 года жила в семье Э. К. Мусиной-Пушкиной, которая выдала её замуж за Василия Александровича Семёнова (ум. 1874), офицера лейб-гвардии Уланского полка. Семейная жизнь была несчастливой, дети умирали, а муж был игроком. Наследство в пятьдесят тысяч рублей, оставленное отцом, её брат граф Николай Иванович Мусин-Пушкин так ей и не выплатил. Средств не хватало, и супруги были вынуждены жить в костромской усадьбе Шамохта.
- Софья Ивановна
- Николай Иванович

Жена (с 12 июля 1822 года) — княжна Мария Александровна Урусова (1801—1853), фрейлина двора, дочь обер-камергера князя А. М. Урусова, известная московская красавица, которой был увлечен Пушкин. Овдовев, Мария Александровна, в 1838 году вышла замуж за князя А. М. Горчакова (1798—1883), будущего канцлера, который ради неё оставил пост советника посольства в Вене. В браке имели детей:
- Екатерина (17.05.1823[11]—1886), фрейлина, замужем (с 06.11.1849; Штутгарт) за графом Егором Александровичем Игельстремом (Игельштром) (1810—1890).
- Алексей (1825—1879), гофмаршал, петербургский уездный предводитель дворянства; женат на фрейлине графине Любови Александровне Кушелевой-Безбородко (1833—1917), дочери А. Г. Кушелева-Безбородко.
- Александр (1827—1903), генерал от кавалерии, генерал-адъютант, командующий войсками Одесского военного округа.
- Владимир (1830—1896), гвардии штабс-ротмистр; женат на Варваре Алексеевне Шереметевой (1832—1885), дочери декабриста А. В. Шереметева.
- Ольга (15.11.1831—16.07.1832), крестница Ю. А. Татищевой[12], похоронена в Сергиевой Приморской пустыни.
- Николай (1828—02.01.1880[13]), статский советник, секретарь «Общества поощрения художников», женат на графине Марии Федоровне Орловой-Денисовой (1838—1913), дочери Ф. В. Орлова-Денисова. Умер от порока сердца, похоронен на Никольском кладбище Александро-Невской лавры[14].

- Любовь Семёнова, 
дочь
- Мария Александровна, 
жена
- Александр,
сын
- Владимир,
сын

Алексей и Александр Мусины-Пушкины выведены Львом Толстым в автобиографической трилогии под фамилией Ивиных: «Я без памяти любил обоих меньших, и любил так, что готов был для них всем пожертвовать, любил не дружбою, а был влюблен, как бывают влюблены те, которые любят в первый раз — я мечтал о них и плакал… Я любил их обоих, но никогда вместе, а днями: несколько времени одного, потом другого». «В мужчин я очень часто влюблялся, — записал Толстой в дневнике 29 ноября 1851 года, — первой любовью были два Пушкина».